# Целинное (Белорусский сельский округ)
Целинное (каз. Целинный) — упразднённое село в Карасуском районе Костанайской области Казахстана. Входило в состав Белорусского сельского округа. Исключено из учётных данных в 2017 году. Код КАТО — 395233200.

## География
Находилось примерно в 56 км к югу от районного центра, села Карасу.

## Население
В 1999 году население села составляло 83 человека (45 мужчин и 38 женщин). По данным переписи 2009 года в селе проживало 66 человек (34 мужчины и 32 женщины).